# Donaudampfschiffahrtselektrizitätenhauptbetriebswerkbauunterbeamtengesellschaft
A palavra composta Donaudampfschiffahrtselektrizitätenhauptbetriebswerkbauunterbeamtengesellschaft (pronúncia em alemão: [ˌdoːnaʊˈdampfʃɪffaːʁtsˌʔelɛktʁitsiˈtɛːtn̩ˈhaʊptbəˌtriːpsvɛʁkbaʊˈʔʊntɐbəˈʔamtn̩gəˌzɛlʃaft]; em português: Associação de funcionários subordinados do chefe de administração dos serviços elétricos de vapor de Danúbio) é um exemplo que demonstra o processo praticamente ilimitado de composição de substantivos, possível em muitas línguas germânicas. Conforme a edição de 1996 do Guinness Book of World Records, é a mais longa palavra na língua alemã, contabilizando 79 letras.
Foi supostamente, uma suborganização do Donaudampfschifffahrtsgesellschaft no pré-guerra, em Viena, Áustria, associação responsável pelo transporte de passageiros e de carga na região do Danúbio. O DDSG ainda existe atualmente nos moldes de empresas privatizadas, subdividida em DDSG-Blue Danube Schifffahrt GmbH (transporte de passageiros) e a DDSG-Cargo GmbH (transporte de carga). A nível lexical, longas palavras compostas são utilizadas corriqueiramente na conversação em alemão, como é o caso desta e outras semelhantes morfologicamente: Donaudampfschiffskapitän, Donaudampfschiffahrtsgesellschaftskapitän e Rechtsschutzversicherungsgesellschaften.
A reforma ortográfica alemã de 1996 aboliu a regra de que palavras compostas com três consoantes na última sílaba, quando unidas apresentam apenas consoantes duplas. A reforma afeta, por exemplo, a construção morfossintática de Schiffahrt, adesão de Schiff ("navio") e Fahrt ("transporte"), que agora é escrito Schifffahrt (com três "f"s). A moderna ortografia usaria 80 letras, Donaudampfschifffahrtselektrizitätenhauptbetriebswerkbauunterbeamtengesellschaft. No entanto, como o composto é (supostamente) um nome histórico, a ortografia original garante 79 grafemas.
| Donau   | dampf | schiff | fahrts     | elektrizitäten | haupt  | betriebs | werk     | bau        | unter | beamten      | gesellschaft |
| Danúbio | vapor | navio  | transporte | eletricidade   | cabeça | operação | trabalho | construção | sub   | funcionários | associação   |